# Sturla Holm Lægreid
Sturla Holm Lægreid, född 20 februari 1997 i Bærum, är en norsk skidskytt.
Den 28 november 2020 tog han sin första pallplats tillika seger i världscupen när han vann distanstävlingen i Kontiolax. Vid världsmästerskapen i skidskytte 2021 i Pokljuka vann han fyra guld. Vid olympiska vinterspelen 2022 i Peking tog Lægreid guld tillsammans med Tarjei Bø, Johannes Thingnes Bø och Vetle Sjåstad Christiansen i herrarnas stafett.

## Resultat

### Världscupen

#### Individuella pallplatser
Lægreid har tio individuella pallplatser i världscupen: sju segrar, två andraplatser och en tredjeplats.
| Säsong  | Datum            | Plats         | Disciplin           | Placering |
| ------- | ---------------- | ------------- | ------------------- | --------- |
| 2020/21 | 28 november 2020 | Kontiolax     | Distans (20 km)     | 1:a       |
| 2020/21 | 17 december 2020 | Hochfilzen    | Sprint (10 km)      | 1:a       |
| 2020/21 | 19 december 2020 | Hochfilzen    | Jaktstart (12,5 km) | 1:a       |
| 2020/21 | 8 januari 2021   | Oberhof       | Sprint (10 km)      | 3:a       |
| 2020/21 | 9 januari 2021   | Oberhof       | Jaktstart (12,5 km) | 1:a       |
| 2020/21 | 13 januari 2021  | Oberhof       | Sprint (10 km)      | 2:a       |
| 2020/21 | 22 januari 2021  | Antholz       | Distans (20 km)     | 2:a       |
| 2020/21 | 17 februari 2021 | Pokljuka (VM) | Distans (20 km)     | 1:a       |
| 2020/21 | 21 februari 2021 | Pokljuka (VM) | Masstart (15 km)    | 1:a       |
| 2020/21 | 20 mars 2021     | Östersund     | Jaktstart (12,5 km) | 1:a       |

#### Pallplatser i lag
I lag har Lægreid åtta pallplatser i världscupen: tre segrar, fyra andraplatser och en tredjeplats.
| Säsong  | Datum            | Plats                | Disciplin  | Placering | Lagkamrat(er)                  |
| ------- | ---------------- | -------------------- | ---------- | --------- | ------------------------------ |
| 2020/21 | 6 december 2020  | Kontiolax            | Stafett    | 1:a       | Christiansen / T. Bø / J.T. Bø |
| 2020/21 | 13 december 2020 | Hochfilzen           | Stafett    | 2:a       | Dale / T. Bø / J.T. Bø         |
| 2020/21 | 10 januari 2021  | Oberhof              | Mixstafett | 2:a       | Tandrevold / Røiseland / Dale  |
| 2020/21 | 23 januari 2021  | Antholz              | Stafett    | 2:a       | Dale / T. Bø / J.T. Bø         |
| 2020/21 | 10 februari 2021 | Pokljuka (VM)        | Mixstafett | 1:a       | J.T. Bø / Eckhoff / Røiseland  |
| 2020/21 | 20 februari 2021 | Pokljuka (VM)        | Stafett    | 1:a       | T. Bø / J.T. Bø / Christansen  |
| 2020/21 | 5 mars 2021      | Nové Město na Moravě | Stafett    | 3:a       | Dale / T. Bø / J.T. Bø         |
| 2020/21 | 14 mars 2021     | Nové Město na Moravě | Singelmix  | 2:a       | Ingrid Landmark Tandrevold     |

#### Ställning i världscupen
| Säsong  | Totalt | Totalt | Distans | Distans | Sprint | Sprint | Jaktstart | Jaktstart | Masstart | Masstart |
| Säsong  | Poäng  | Plac.  | Poäng   | Plac.   | Poäng  | Plac.  | Poäng     | Plac.     | Poäng    | Plac.    |
| ------- | ------ | ------ | ------- | ------- | ------ | ------ | --------- | --------- | -------- | -------- |
| 2019/20 | 115    | 43:e   | –       | –       | 59     | 37:e   | 30        | 41:a      | 26       | 34:e     |
| 2020/21 | 1039   | 2:a    | 120     | 1:a     | 319    | 2:a    | 306       | 1:a       | 161      | 4:e      |

### Världsmästerskap
| Tävling       | Distans | Sprint | Jaktstart | Masstart | Stafett | Mixstafett | Singelmix |
| ------------- | ------- | ------ | --------- | -------- | ------- | ---------- | --------- |
| Pokljuka 2021 | Guld    | 7:e    | 6:e       | Guld     | Guld    | Guld       | —         |
| Oberhof 2023  | Silver  | Brons  | Silver    | 4:e      | Silver  | Guld       | —         |